# الفی چانگ
الفی چانگ (انگلیسی: Alfie Chang؛ زادهٔ ۴ سپتامبر ۲۰۰۲) بازیکن فوتبال است.